# 九鬼隆郷
九鬼 隆郷（くき たかさと、安永9年10月3日（1780年10月30日） - 文化5年5月30日（1808年6月23日））は、丹波綾部藩の第7代藩主。
第5代藩主・九鬼隆貞の三男（五男との説もある）。正室は伊達村賢の娘。子に九鬼隆度（長男）、九鬼隆都（次男）、娘（土方雄興正室）。官位は従五位下、式部少輔。
誕生後まもなく実父・隆貞が死去した。このため、姉婿の隆棋が跡を継ぎ、隆郷はその養嗣子となった。天明7年（1787年）、隆棋の死去により家督を継ぐ。しかしその治世は京都、江戸における藩邸、城下町300軒が火事で焼失するなど多難を極めた。文化5年（1808年）5月30日、29歳で死去し、跡を長男の隆度が継いだ。